# Naravni rezervat
Naravni rezervat je območje geotopov, življenjskih prostorov ogroženih, redkih ali značilnih rastlinskih ali živalskih vrst ali območje, pomembno za ohranjanje biotske raznovrstnosti, ki se z uravnoteženim delovanjem človeka v naravi tudi vzdržuje. 
Naravne rezervate običajno ustanovijo inštitucije vlade ali privatni lastniki, ki so lahko tudi dobrodelna ali raziskovalna inštitucija. Naravni rezervati se glede na nivo zavarovanja uvrščajo v različne IUCN kategorije. Npr.: strogi naravni rezervat (IUCN kategorija Ia) je območje naravno ohranjenih geotopov, življenjskih prostorov ogroženih, redkih ali značilnih rastlinskih ali živalskih vrst ali območje, pomembno za ohranjanje biotske raznovrstnosti, kjer potekajo naravni procesi brez človekovega vpliva.
Prva država na svetu, ki je imela naravni rezervat, je bila Šrilanka, v 3. stoletju pr. n. št.

## Zakon o ohranjanju narave
Zakon o ohranjanju narave določa omejitve in prepovedi na zavarovanih območjih.

### Naravni rezervat
Na zavarovanem območju je prepovedano opravljati dejavnosti s sredstvi in na način, ki bi lahko povzročil bistvene spremembe biotske raznovrstnosti, strukture in funkcije ekosistemov, in opravljati dejavnosti v času, ko je lahko ogrožen obstoj rastlin ali živali.
Prepovedano oz. omejeno je:
- izvajanje posegov v prostor;
- odkopavanje ali zasipavanje zemljišč;
- spreminjanje vodnega režima;
- odvzemanje naplavin;
- povzročanje hrupa, eksplozij in vibracij;
- gospodarsko izkoriščanje naravnih virov;
- plovba in sidranje;
- promet z motornimi vozili in plovili;
- letanje pod določeno višino, vzletanje ali pristajanje zrakoplovov;
- izvajanje agro - in hidromelioracij;
- spreminjanje kemičnih značilnosti tal;
- spreminjanje vegetacije;
- odstranjevanje živih meja, posameznih dreves in drugih drobnih naravnih struktur;
- zasajanje monokultur;
- nabiranje plodov, gob ali rastlin ter njihovih delov;
- vznemirjanje, ubijanje ali jemanje živali iz narave;
- naseljevanje in doseljevanje živali prosto živečih vrst;
- lov in ribolov ter nabiranje rastlin ali živali;
- umetno zasneževanje in dosneževanje;
- raziskovanje in odnašanje raziskovalnega materiala iz narave;
- športnorekreativne dejavnosti;
- obiskovanje in ogledovanje;
- opravljanje vojaških dejavnosti;
- kurjenje;
- vse druge dejavnosti, ki lahko bistveno ogrozijo zavarovano območje.

Pri določitvi prepovedi ali omejitev dejavnosti in posegov se upoštevajo značilnosti zavarovanega območja in namen zavarovanja.

### Strogi naravni rezervat
- Na zavarovanem območju je prepovedano izvajati posege ali opravljati dejavnosti, ki ogrožajo ohranitev zavarovanega območja, namerno uničevati rastline in živali in zadrževanje oseb, razen oseb, ki izvajajo nadzor.
- Ne glede na prepoved iz prejšnjega odstavka lahko ministrstvo izjemoma dovoli zadrževanje na zavarovanem območju zaradi izvajanja znanstvenoraziskovalnega in učno-vzgojnega dela.